# Cleyton
Cleyton, właśc. Alexandre Henri Marco Silva Cleyton (ur. 8 marca 1983 roku w Jacareí, w stanie São Paulo, Brazylia) – brazylijski piłkarz występujący na pozycji ofensywnego pomocnika lub napastnika w Omonii Nikozja. Posiada również obywatelstwo greckie.

## Kariera klubowa
W 2002 rozpoczął karierę piłkarską w greckim Messiniakos FC, skąd w 2004 przeniósł się do klubu Apollon Kalamaria. W 2008 przeszedł do Panathinaikosu Ateny. 31 sierpnia 2010 został wypożyczony do ukraińskiego Metałurha Donieck. W 2012 roku odszedł do Kayserisporu. Następnie grał w takich klubach jak Dinamo Zagrzeb, Skoda Ksanti, Elazığspori Göztepe. W 2016 przeszedł do Omonii Nikozja.

## Ciekawostki
- Cleyton jest jednym z niewielu piłkarzy w Grecji, którzy mają podwójne obywatelstwo – brazylijskie i greckie, które otrzymał 13 listopada 2008 roku po spędzeniu 7 lat w Grecji.